# Apchac
Apchat és un municipi francès situat al departament del Puèi Domat i a la regió d'Alvèrnia-Roine-Alps. L'any 2007 tenia 194 habitants.

## Demografia

### Població
El 2007 la població de fet d'Apchat era de 194 persones. Hi havia 77 famílies de les quals 24 eren unipersonals (4 homes vivint sols i 20 dones vivint soles), 20 parelles sense fills, 24 parelles amb fills i 9 famílies monoparentals amb fills.
La població ha evolucionat segons el següent gràfic:
Habitants censats

### Habitatges
El 2007 hi havia 161 habitatges, 88 eren l'habitatge principal de la família, 51 eren segones residències i 22 estaven desocupats. 159 eren cases i 2 eren apartaments. Dels 88 habitatges principals, 79 estaven ocupats pels seus propietaris, 6 estaven llogats i ocupats pels llogaters i 3 estaven cedits a títol gratuït; 5 tenien dues cambres, 20 en tenien tres, 29 en tenien quatre i 33 en tenien cinc o més. 16 habitatges disposaven pel capbaix d'una plaça de pàrquing. A 35 habitatges hi havia un automòbil i a 40 n'hi havia dos o més.

### Piràmide de població
La piràmide de població per edats i sexe el 2009 era:
| Homes | Edats   | Dones |
| ----- | ------- | ----- |
| 0     | 95 o +  | 0     |
| 0     | 90 a 94 | 0     |
| 0     | 85 a 89 | 0     |
| 0     | 80 a 84 | 0     |
| 8     | 75 a 79 | 12    |
| 8     | 70 a 74 | 4     |
| 4     | 65 a 69 | 12    |
| 0     | 60 a 64 | 4     |
| 4     | 55 a 59 | 0     |
| 8     | 50 a 54 | 8     |
| 12    | 45 a 49 | 0     |
| 28    | 40 a 44 | 20    |
| 12    | 35 a 39 | 12    |
| 0     | 30 a 34 | 0     |
| 0     | 25 a 29 | 4     |
| 0     | 20 a 24 | 0     |
| 24    | 15 a 19 | 4     |
| 8     | 10 a 14 | 4     |
| 4     | 5 a 9   | 8     |
| 4     | 0 a 4   | 8     |

## Economia
El 2007 la població en edat de treballar era de 132 persones, 88 eren actives i 44 eren inactives. De les 88 persones actives 86 estaven ocupades (49 homes i 37 dones) i 2 estaven aturades (1 home i 1 dona). De les 44 persones inactives 20 estaven jubilades, 12 estaven estudiant i 12 estaven classificades com a «altres inactius».

### Ingressos
El 2009 a Apchat hi havia 87 unitats fiscals que integraven 197 persones, la mediana anual d'ingressos fiscals per persona era de 14.157 €.

### Activitats econòmiques
Dels 6 establiments que hi havia el 2007, 3 eren d'empreses de construcció, 2 d'empreses de serveis i 1 d'una empresa classificada com a «altres activitats de serveis».
Dels 3 establiments de servei als particulars que hi havia el 2009, 1 era un paleta, 1 lampisteria i 1 electricista.
L'any 2000 a Apchat hi havia 27 explotacions agrícoles que ocupaven un total de 1.744 hectàrees.

## Poblacions més properes
El següent diagrama mostra les poblacions més properes.